# Цианотрихит
Цианотрихит (Cyanotrichite) — редкий минерал вторичных пластов медных месторождений, находящийся в зонах окисления вместе с малахитом, азуритом и брошантитом. В природе встречается в виде игольчатых кристаллов голубовато-белого оттенка.
Впервые был обнаружен в образцах, взятых в районе Молдова-Ноуэ Абраамом Готлобом Вернером в 1808 году. В 1839 году был описан Эрнстом Фридрихом Глокером. Название образовано от греческого κυανός или латинского cyaneus (синий) и греческого θρίξ, θριχός (волосы) и означает "синие волосы".

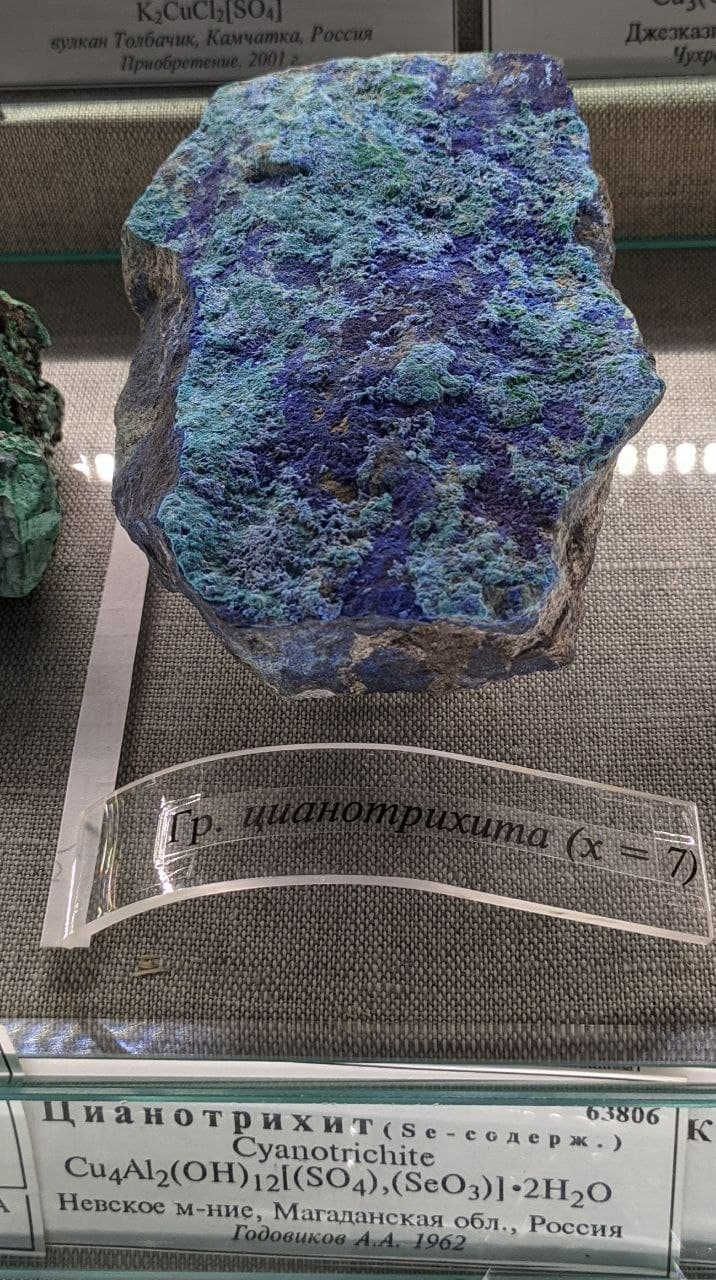
Цианотрихит — музейный экспонат

## Нахождение
В России минерал добывают в районах Южной Сибири и в Кемеровской области. За пределами России цианотрихит добывают в Казахстане в Кызылординской области, в Молдова-Ноуэ, Румынском Банате, Греции, на юге Франции, в Канаде (Квебек) и США (Аризона, Айдахо).